# Euphorbia gammaranoi
Euphorbia gammaranoi es una especie fanerógama perteneciente a la familia de las euforbiáceas.  Es originaria de Zambia.

## Taxonomía
Euphorbia gaillardotii fue descrita por G.Will. y publicado en Euphorbia World 2(3): 9. 2006.
Etimología
Euphorbia: nombre genérico que deriva del médico griego del rey Juba II de Mauritania (52 a 50 a. C. - 23), Euphorbus, en su honor – o en alusión a su gran vientre –  ya que usaba médicamente Euphorbia resinifera. En 1753 Carlos Linneo asignó el nombre a todo el género.
gammaranoi: epíteto otorgado  en honor del recolector de la especie, Peter Gammarano, un entusiasta del cultivo y exploración de las plantas suculentas.